# TypeScript
TypeScript este un limbaj de programare open source dezvoltat și menținut de Microsoft. Este un superset sintactic al limbajului JavaScript și asigură un sistem de tipuri opțional.
TypeScript este proiectat pentru dezvoltarea de aplicații de mari dimensiuni și se compilează în JavaScript. Deoarece TypeScript este un superset peste JavaScript, programele JavaScript existente sunt, de asemenea, programe  valide TypeScript. TypeScript poate fi utilizat atât pentru a dezvolta aplicații JavaScript pentru partea de client, cât și pentru partea de server (Node.js).